# زمین‌لرزه ۱۹۹۹ اوآخاکا
زمین‌لرزه اوآخاکا  در تاریخ ۳۰ سپتامبر ۱۹۹۹ میلادی، برابر با ‎۸ مهر ۱۳۷۸، ساعت ۱۶:۳۱:۱۵ به زمان یوتی‌سی در مکزیک، منطقه اوآخاکا رخ داد. ژرفای این زلزله ۴۰ کیلومتر بود، و بزرگی آن ۷٫۴ در مقیاس Mw اعلام شده‌است. زمین‌لرزه به وقت محلی در روز پنج‌شنبه، ساعت ۱۰ روی داده و منطقه زمانی آن یوتی‌سی -۶ بوده‌است (با لحاظ تغییر ساعت تابستانی).
سازمان زمین‌شناسی آمریکا نیز رومرکز این زمین‌لرزه را در مختصات ۱۶°۰۳′۳۲″شمالی ۹۶°۵۵′۵۲″غربی / ۱۶٫۰۵۹°شمالی ۹۶٫۹۳۱°غربی و ژرفای آن را در ۶۰ کیلومتر گزارش کرده‌است. بزرگی برگزیدهٔ این سازمان از میان بزرگی‌های محاسبه‌شدهٔ مختلف ۷٫۵ در مقیاس Mw بوده و از دید اثر، در میان چهار دسته‌بندی «نامحسوس»، «محسوس»، «زیان‌آور» یا «با تلفات»، زلزله را «با تلفات» اعلام کرده‌است.هزاران ساختمان در زمین‌لرزه آسیب دیده یا خراب شده‌است.رانش زمین در آن به وجود آمده‌است.
پروژهٔ «تنسور گشتاور مرکزوار» زاویه‌های (راستا، شیب، ریک) گسل سازندهٔ زمین‌لرزه و صفحه عمود بر آن را (°۱۰۲، °۴۲، °۱۰۳-) یا (°۳۰۰، °۴۹، °۷۸-) و نوع گسل را «عادی» فرارسانده‌است.
شمار کشتگان زلزله حدود ۱۵ نفر بوده‌است.تعداد زخمیان ۲۱۵ نفر برآورده شده‌است.